# Forças Armadas Gregas

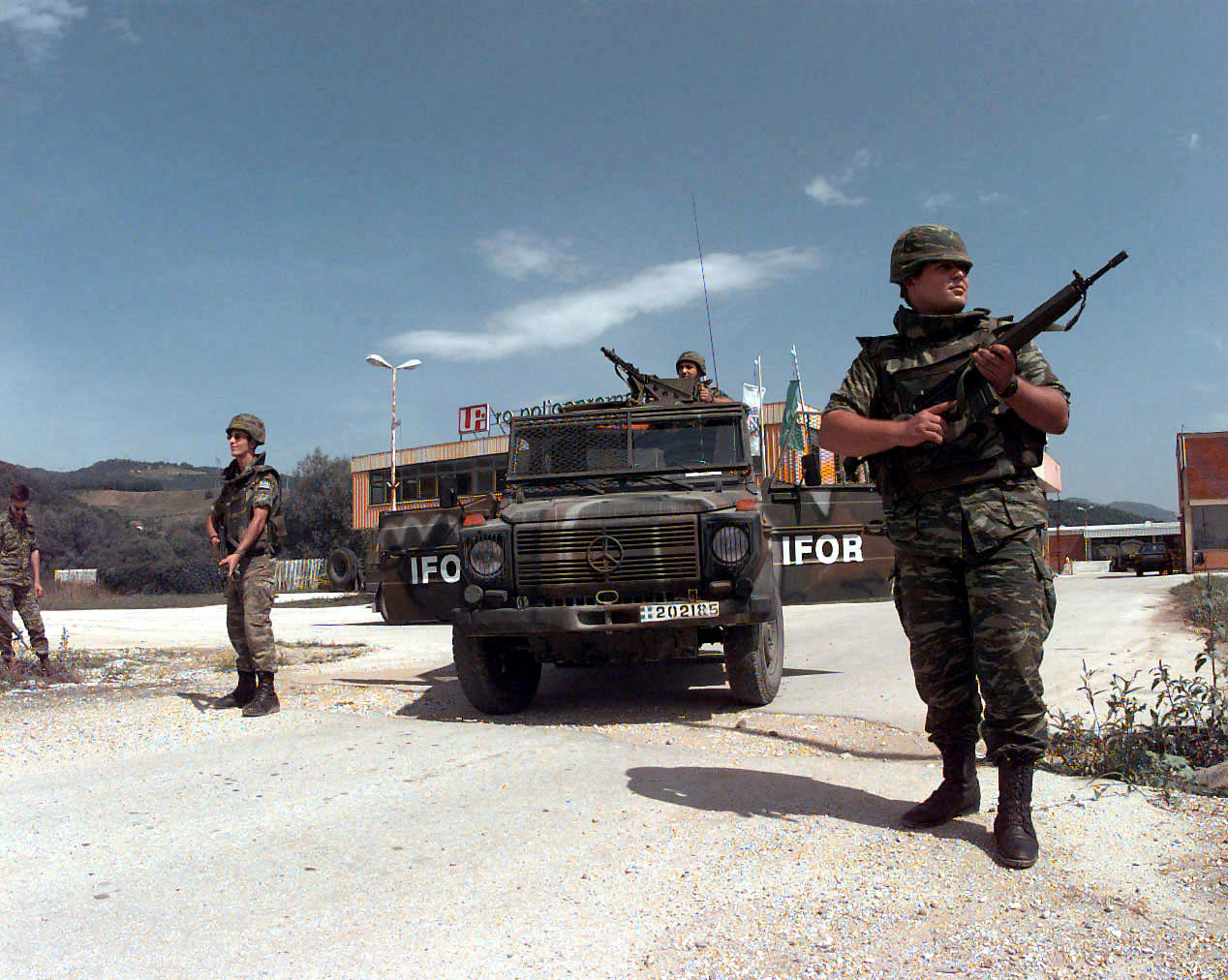
Soldados do exército grego.

As Forças Armadas da Grécia (ou Forças Armadas Gregas) consistem de:
- O Exército Grego
- A Marinha Grega
- As Força Aérea Grega

A autoridade civil para o militar grego é o Ministério Nacional da Defesa.
A Grécia, possui o serviço militar obrigatório para o pessoas do sexo masculino, sob o qual todos os homens acima de dezoito anos sirvam durante doze meses. Mulheres podem servir às Forças Armadas gregas, mas não podem conscritas. A Grécia é um país membro da OTAN e da UE e participa na manutenção da paz ao redor do mundo como FIAS - no Afeganistão, EUFOR na Bósnia e Herzegovina e Chade, KFOR em Kosovo, etc.